# Фабіян Яремич
Фабіян Яремич (20 січня 1891, село Дулевці, Волковиський повіт, Новоградське воєводство, Російська імперія — 29 червня 1958, Вільнюс, Литва) — білоруський громадсько-політичний діяч. Посол Польського Сейму трьох скликань (у 1922 та 1928 від Блоку національних меншин).

## Життєпис
Народився в католицькій сім'ї. 
Закінчив електротехнічну школу в Петербурзі. 
Працював техніком у Вільнюсі. 
У 1912 ув'язнений за соціал-демократичну роботу серед телеграфістів. 
Голова Білоруського національного комітету у Вільнюсі.
Делегат Першого всебілоруського конгресу (грудень 1917). 
Член президії Білоруської ради Віленщини та Гродненщини. 
Член Ради БНР в 1918. 
З 1919 по 1922 працював начальником телефонної станції у Вільнюсі.
У польських джерелах, на підставі архівних даних, стверджується, що Яремич воював на польській стороні під час польсько-більшовицької війни в Білоруському стрілецькому полку. 
Згодом, у 1930-х отримав землю як військовий осадник у Північно-Східних Кресах, був членом асоціації "Związku Osadników". Однак білоруські історики стверджують, що це була інша людина.
Член Сейму 3-го скликання Польщі (1922-1935), голова Білоруського посольського клубу в 1925—1930 після відходу Тарашкевича.
Активно брав участь у роботі Товариства білоруських шкіл. 
У 1925 — один із засновників та керівників Білоруського селянського союзу, у 1926 — Білоруського інституту економіки та культури. 
У 1925—1930 — видавець газети "Селянська нива".
У 1926 відвідав БССР у складі польської парламентської делегації разом з Петром Міттелем.
У 1928 заарештований за антипольську діяльність.
Під час Другої світової війни працював в органах німецької адміністрації в Мінську та Борисові. 
Член Другого Загальнобілоруського конгресу (1944) був запрошений до президії.
У 1945 репресований і ув'язнений совєцькою владою в концтаборі до 1956. 
Згодом повернувся до Вільнюса, де прожив останні два роки. 
Помер у своєму будинку в «Колонії» під Вільнюсом (нині — Павільнюс) після важкої роботи на городі від крововиливу в мозок.
Похований на цвинтарі Павільнюсу. За могилою ніхто не доглядає. Пам’ятник був нещодавно перероблений литовською владою. Тепер прізвище написане як «Єремич».